# Tour della nazionale maschile di rugby a 15 dell'Australia 1958
Nel 1958 la nazionale australiana di rugby a 15 si recò in Nuova Zelanda con l'obiettivo di conquistare la Bledisloe Cup- Obiettivo fallito con una sola vittoria in 3 match e due sconfitte.

## Risultati
Sistema di punteggio: meta = 3 punti, Trasformazione=2 punti. Punizione e calcio da mark=  3 punti. drop = 3 punti. 
| Napier 9 agosto 1958 | Hawkes Bay | 8 – 6 | Australia XV |  |

| Wanganui 13 agosto 1958 | Wanganui | 9 – 11 | Australia XV |  |

| North Palymouth 16 agosto 1958 | Taranaki | 0 – 12 | Australia XV |  |

| Arbitro: | Gilles |

|                                                                             |           |               |
| mete: Graham Hilton-Jones, McMullen Walsh 2, Whineray 2 trasf.: DB Clarke 2 | Marcatori | mete: Ellwood |

| Invercagill 27 agosto 1958 | Southland | 26 – 8 | Australia XV |  |

| Dunedin 30 agosto 1958 | Otago | 3 – 11 | Australia XV |  |

| Timaru 2 agosto 1958 | South Canterbury | 17 – 26 | Australia XV |  |

| Arbitro: | Gilles |

|             |           |                           |
| mete: Brown | Marcatori | mete: Morton c.p.: Curley |

| Manawatu 10 settembre 1958 | Manawatu | 12 – 6 | Australia XV |  |

| Hamilton 12 settembre 1958 | Waikato | 14 – 14 | Australia XV |  |

| Whangarei 16 settembre 1958 | North Auckland | 9 – 8 | Australia XV |  |

| Arbitro: | Forsyth |

|                                                 |           |                                           |
| mete: Meads trasf.: DB Clarke c.p.: DB Clarke 4 | Marcatori | mete: Carroll trasf.: Curley c.p.: Curley |